# Рюдтлиген-Альхенфлю
Рюдтлиген-Альхенфлю (нем. Rüdtligen-Alchenflüh) — коммуна в Швейцарии, в кантоне Берн. 
Входит в состав округа Бургдорф. Население составляет 2118 человек (на 31 декабря 2006 года). Официальный код — 0420.